# Триангуляция (геометрия)

Триангуляция многоугольника без дополнительных вершин.

Триангуляция — разбиение геометрического объекта на симплексы.
Например, на плоскости это разбиение на треугольники, откуда и происходит это название.
Разные разделы геометрии используют несколько отличные определения этого термина.
Триангуляция T пространства {\displaystyle \mathbb {R} ^{n+1}} — это разбиение {\displaystyle \mathbb {R} ^{n+1}} на (n + 1)-мерные симплексы, такие что:
1. любые два симплекса в T пересекаются по одной общей грани (какой-либо размерности — возможно, по ребру или вершине) или вообще не пересекаются;
2. любое ограниченное множество в {\displaystyle \mathbb {R} ^{n+1}} пересекает конечное количество симплексов из T.

Триангуляция множества точек, то есть, триангуляция дискретного множества точек {\displaystyle P\subset \mathbb {R} ^{n+1}} — это разбиение выпуклой оболочки точек на симплексы так, что выполняется первое условие из предыдущего определения, и множество точек, являющихся вершинами симплексов разбиения, совпадает с {\displaystyle P}. Триангуляция Делоне является наиболее известным видом триангуляции множества точек.